# Strongman
Strongman ist heute die – der englischen Sprache entlehnte – übliche Bezeichnung für einen Kraftsportler (älter Kraftmensch, Kraftathlet, Kraftakrobat, Schwerathlet), der in verschiedenen Vergleichen mit anderen Strongmen seine körperliche Stärke unter Beweis stellt.
Wegen der unterschiedlichen Anforderungen in den verschiedenen Wettkampfdisziplinen ist bei diesem Sport, im Gegensatz zum Kraftdreikampf (Powerlifting), weniger Maximalkraft als vielmehr Kraftausdauer und Kondition gefragt.
Bis in das 20. Jahrhundert hinein dienten Kraftdemonstrationen in erster Linie der Unterhaltung der Zuschauer und waren vorwiegend als Attraktion auf Jahrmärkten u. ä. zu bestaunen. Mit dem Aufkommen des Fernsehens änderte sich zunächst wenig daran. Gekonnt inszenierte Showeinlagen wie Bratpfanneneinrollen, Telefonbuchzerreißen usw. waren sensationelle Publikumsmagnete, wobei sportliche Aspekte weniger eine Rolle spielten. Erst mit Beginn von organisierten Wettbewerben, die Ende der 1970er Jahre zunehmend auch im Fernsehen übertragen wurden, änderte sich der Strongman-Sport in der Wahrnehmung der Zuschauer. Heute hat er sich zu einer eigenständigen Sportart entwickelt, in der verschiedene Wettbewerbe nach festen Regeln durchgeführt werden.

## Die Geschichte des modernen Strongman-Sportes

### Die Anfänge in den USA
Mitte der 1970er Jahre wurde für das US-amerikanische Fernsehen das Konzept eines Wettbewerbes entwickelt, in dem sich mehrere Kraftsportler bei unterschiedlichen Disziplinen miteinander messen sollten. Als Vorbild dienten klassische Kraftsportwettbewerbe, wie die Weltmeisterschaften der Berufsgewichtheber und Kraftakrobaten vor dem Zweiten Weltkrieg, bei denen Milo Barus von 1930 bis 1935 den Titel Weltmeister im Lastentragen errang, oder auch die traditionellen Highland Games, in denen seit 1980 auch Weltmeistertitel vergeben werden. Die Disziplinen wurden unter dem Gesichtspunkt ausgewählt, dass möglichst viele Muskelgruppen beansprucht werden. Verschiedene Gegenstände mussten dabei von den Teilnehmern getragen, gehoben, gehalten oder gezogen werden.
1977 feierte dieses Sendeformat unter dem Namen „The World's Strongest Men“ (Die stärksten Männer der Welt) bei CBS Premiere. In den ersten Jahren wurde noch dem ursprünglichen Charakter solcher Attraktionen Rechnung getragen, indem dieser Wettkampf vorwiegend in US-amerikanischen Freizeitparks (Universal Studios Hollywood, Magic Mountain) ausgetragen wurde. Zum Teilnehmerfeld zählten fast ausschließlich einheimische Athleten aus verschiedenen „kraftbetonten“ Sportarten, wie Gewichtheben, Powerlifting, Bodybuilding, American Football oder Wrestling. Mit Bill Kazmaier, der den Wettbewerb Anfang der 1980er Jahre dreimal in Folge gewinnen konnte, hatte der Strongman-Sport schließlich seinen ersten Star.

### Etablierung als anerkannte Sportart
1982 verkaufte CBS die Rechte an „The World's Strongest Men“ an die Sportmarketing-Firma Trans World International (TWI), die sich von nun an um die organisatorischen Dinge rund um den Wettbewerb kümmerte (Auswahl der Athleten, Abschließen der Fernsehverträge usw.). Der Wechsel in der Führungsetage führte auch zu spürbaren Änderungen am Sendeformat. So wurde die Veranstaltung, nach dessen Muster mittlerweile – vorrangig in Europa – weitere Strongman-Wettbewerbe veranstaltet wurden, beim US-amerikanischen Konkurrenzsender ABC fortan unter dem geänderten Namen „The World's Strongest Man“ (Der stärkste Mann der Welt – kurz: WSM) ausgestrahlt. Die neue Bezeichnung wurde dabei gewählt, um den Anspruch auf die einzig legitime Ermittlung des weltweit stärksten Athleten zu verdeutlichen. Eine weitere Änderung betraf den Austragungsort der Strongman-Konkurrenz. So fand der Wettbewerb im Jahr 1983 erstmals außerhalb der USA statt (Christchurch/Neuseeland). Auch das Teilnehmerfeld dieser inoffiziellen Weltmeisterschaft war diesmal von internationaler Konkurrenz geprägt. So kam mit dem Briten Geoff Capes der Sieger erstmals nicht aus den Vereinigten Staaten. In diesem Turnier belegte mit dem Isländer Jón Páll Sigmarsson ein Athlet den zweiten Platz, der sich in den nächsten Jahren die Krone des „Stärksten Mannes der Welt“ insgesamt viermal aufsetzen konnte und so zum Nachfolger Kazmaiers wurde.
In den Folgejahren nahm die Anzahl der Wettbewerbe weiter zu. Auch im Fernsehen wurden immer öfter Strongman-Entscheidungen übertragen. Die Einführung neuer Disziplinen sorgte darüber hinaus für Abwechslung und führte zu einem Anstieg des Zuschauerinteresses. Immer mehr Athleten, vorwiegend Gewichtheber und Powerlifter, begannen mit dem lukrativeren Strongman-Sport. So existierte bereits Anfang der 1990er Jahre eine Szene von professionellen Kraftsportlern, die ausschließlich diesen Sport betrieben. Die Leistungsdichte nahm zu. Den Wettbewerb des stärksten Mannes der Welt prägte in dieser Zeit erneut ein Isländer. Der ehemalige Powerlifter Magnús Ver Magnússon konnte den „World's Strongest Man“ dabei ebenfalls viermal gewinnen – dabei gelang ihm in den Jahren 1994 bis 1996 wie schon Kazmaier vierzehn Jahre zuvor ein Hattrick.
1995 wurde unter dem Namen IFSA Holdings Limited (International Federation of Strength Athletes) die Dachorganisation der internationalen Strongman gegründet, die u. a. ab diesem Zeitpunkt als Mitausrichter des WSM-Wettbewerbes fungierte.
Anfang des 21. Jahrhunderts war beim Strongman-Sport eine deutliche Verschiebung der Kräfteverhältnisse zu beobachten. Waren bisher vorwiegend Athleten aus Nordeuropa erfolgreich gewesen, konnten mittlerweile immer mehr osteuropäische Sportler Erfolge feiern. Auch beim WSM-Wettbewerb ging mit dem Sieg des Norwegers Svend Karlsen der Titel im Jahre 2001 letztmals an ein nordeuropäisches Land. Seitdem sorgten vor allem Athleten aus Polen und den ehemaligen Sowjetrepubliken für Furore. Besonderes Aufsehen erregte dabei Mariusz Pudzianowski, der mit fünf WSM-Siegen hinsichtlich der Titelanzahl zu den beiden bisherigen Rekordhaltern Sigmarsson und Magnússon aufschließen konnte.

### Neuordnung des Strongman-Sports
Im Jahr 2001 wurden auf Initiative der IFSA und der schwedischen Vermarktungsagentur World Class Events (WCE) verschiedene Strongman-Wettbewerbe zur „IFSA Strongman Super Series“ zusammengeschlossen. Ziel war eine verstärkte Kommerzialisierung des Sports durch die Etablierung einer Turnierserie nach dem Vorbild im Golfsport oder im Tennis. Dabei wurden bei den einzelnen Wettkämpfen nach einem festgelegten System je nach Platzierung Punkte vergeben. Der punktbeste Teilnehmer nach Abschluss dieser Grand-Prix-Serie wurde zum „IFSA World Champion“ ernannt. Parallel dazu wurde der Titel des World's Strongest Man weiterhin in Form eines Einzelwettbewerbs vergeben. Das Teilnehmerfeld beider Wettbewerbe war nahezu identisch.

### Spaltung der internationalen Strongman-Szene
Mit der Umwandlung des bisherigen Weltverbandes IFSA zur Gesellschaft (IFSA Strongman Limited) im Jahre 2004 begann im Strongman-Sport eine neue Zeitordnung. Unmittelbar nach ihrer Neugründung verkündete die IFSA die Einführung einer offiziellen Weltmeisterschaft. Die als Gegenveranstaltung zum The World's Strongest Man proklamierten „IFSA Strongman World Championship“ wurden fortan ebenfalls im jährlichen Turnus ausgetragen.
Die Agentur World Class Events als Mitausrichter und Rechte-Inhaber der Strongman Super Series schloss dagegen mit dem WSM-Organisator Trans World International einen Kooperationsvertrag. Als Folge dieses Abkommens wurde die bisherige Grand-Prix-Serie unter der neuen Bezeichnung „WSM Super Series“ als Qualifikation zum WSM-Wettbewerb weitergeführt. Dabei bekam der Athlet mit den meisten Qualifikationspunkten den Titel des „WSM Super Series World Champion“.
Analog zur WSM-Turnierserie fungiert seit 2008 bei der IFSA die so genannte „IFSA Strongman Champions League“ als Qualifikationsturnier für die IFSA-Weltmeisterschaft. Beide Turnierserien verfügen über jeweils eigene nationale Verbände und Athleten und wetteifern um die sportliche Spitzenposition im internationalen Geschäft. Mariusz Pudzianowski, der letzte „unumschränkte Weltmeister“, blieb auch nach der Spaltung der Strongman-Szene den WSM-Veranstaltungen treu und konnte seinen Siegeszug in den letzten Jahren fortsetzen. Andere Akteure hingegen folgten der IFSA und nahmen fortan an deren Wettkämpfen teil. In den ersten Jahren konnte dort vor allem der Litauer Žydrūnas Savickas große Erfolge feiern, unter anderem den des IFSA-Weltmeisters 2005 und 2006. Damit avancierte „The Big Z“ gleichzeitig zu Pudzianowskis großem Konkurrenten um den fiktiven Titel des „wahren World's Strongest Man“.

Logo der W.S.M.C.Federation

### Die Frage nach dem stärksten Mann der Welt
Neben der WSM Super Series und der IFSA Strongman Champions League wurde mit dem von der österreichischen World-Strongman Cup Federation (W.S.M.C.Federation) organisierten „World-Strongman Cup“ eine weitere internationale Turnierreihe ins Leben gerufen. Obwohl von Seiten des Veranstalters sowohl WSM- als auch IFSA-Athleten startberechtigt sind, untersagte es die IFSA wiederholt ihren Athleten, an den W.S.M.C.-Veranstaltungen teilzunehmen. Aber auch auf Seiten der W.S.M.C.-Federation bzw. der WSM-Organisatoren wurde teilweise eine Zusammenarbeit mit der IFSA abgelehnt. Die daraus resultierende strikte Trennung der Strongman-Turnierserien führte schließlich zu einem Prestigeverlust der IFSA-Weltmeisterschaft und des World's Strongest Man, da das Teilnehmerfeld bei beiden Konkurrenzen nicht die gesamte Weltelite im Strongmansport verkörperte. Einzig die Arnold Strongman Classic konnte seither einen Image-Gewinn verzeichnen. Die Grand-Prix-Veranstaltung, die bereits seit 2002 im Rahmen des jährlich stattfindenden Arnold Sports Festival (bis 2005 Arnold Fitness Weekend) ausgetragen wurde, erfuhr seit 2005 eine deutliche Aufwertung, als sie ab diesem Zeitpunkt das einzige Event darstellte, an dem sowohl IFSA- als auch WSM-Athleten teilnehmen durften. Bislang konnten im direkten Vergleich mit der Konkurrenz die Kraftsportler der IFSA die Oberhand behalten. Alles beherrschender Athlet dieser Veranstaltung ist Žydrūnas Savickas, der den Wettbewerb schon vor der Trennung der Strongman-Szene dominierte und seit 2003 insgesamt sechsmal in Folge die Konkurrenz in die Schranken wies. Pudzianowski konnte im Jahre 2006 mit einem dritten Platz seine bislang beste Platzierung bei der Arnold Strongman Classic erringen.

## Übersicht der bisherigen Strongman-Weltmeister

### 1977–2000
| Jahr | The World's Strongest Man |
| ---- | ------------------------- |
| 1977 | Bruce Wilhelm             |
| 1978 | Bruce Wilhelm             |
| 1979 | Don Reinhoudt             |
| 1980 | Bill Kazmaier             |
| 1981 | Bill Kazmaier             |
| 1982 | Bill Kazmaier             |
| 1983 | Geoff Capes               |
| 1984 | Jón Páll Sigmarsson       |
| 1985 | Geoff Capes               |
| 1986 | Jón Páll Sigmarsson       |
| 1987 | nicht durchgeführt        |
| 1988 | Jón Páll Sigmarsson       |
| 1989 | Jamie Reeves              |
| 1990 | Jón Páll Sigmarsson       |
| 1991 | Magnús Ver Magnússon      |
| 1992 | Ted van der Parre         |
| 1993 | Gary Taylor               |
| 1994 | Magnús Ver Magnússon      |
| 1995 | Magnús Ver Magnússon      |
| 1996 | Magnús Ver Magnússon      |
| 1997 | Jouko Ahola               |
| 1998 | Magnus Samuelsson         |
| 1999 | Jouko Ahola               |
| 2000 | Janne Virtanen            |

### Seit 2001
| Jahr | The World's Strongest Man | IFSA World Champion (IFSA Strongman Super Series)  |                                 |
| ---- | ------------------------- | -------------------------------------------------- | ------------------------------- |
| 2001 | Svend Karlsen             | Magnus Samuelsson                                  |                                 |
| 2002 | Mariusz Pudzianowski      | Hugo Girard                                        |                                 |
| 2003 | Mariusz Pudzianowski      | Mariusz Pudzianowski                               |                                 |
| 2004 | Wassyl Wirastjuk          | Mariusz Pudzianowski                               |                                 |
|      |                           | WSM Super Series World Champion (WSM Super Series) | IFSA Strongman World Champion   |
| 2005 | Mariusz Pudzianowski      | Mariusz Pudzianowski                               | Žydrūnas Savickas               |
| 2006 | Phil Pfister              | Mariusz Pudzianowski                               | Žydrūnas Savickas               |
| 2007 | Mariusz Pudzianowski      | Mariusz Pudzianowski                               | Wassyl Wirastjuk                |
|      |                           |                                                    | IFSA Strongman Champions League |
| 2008 | Mariusz Pudzianowski      | Derek Poundstone                                   | Žydrūnas Savickas               |
| 2009 | Žydrūnas Savickas         | Brian Shaw                                         | Andrus Murumets                 |
| 2010 | Žydrūnas Savickas         | Brian Shaw                                         | Terry Hollands                  |
| 2011 | Brian Shaw                | -                                                  | Ervin Katona                    |
| 2012 | Žydrūnas Savickas         | -                                                  | Žydrūnas Savickas               |
| 2013 | Brian Shaw                | -                                                  | Krzysztof Radzikowski           |
| 2014 | Žydrūnas Savickas         | -                                                  | Martin Wildauer                 |
| 2015 | Brian Shaw                | -                                                  | Krzysztof Radzikowski           |
| 2016 | Brian Shaw                | -                                                  | Dainis Zageris                  |
| 2017 | Eddie Hall                | -                                                  | Matjaz Belsak                   |
| 2018 | Hafþór Júlíus Björnsson   | -                                                  | Dainis Zageris                  |
| 2019 | Martins Licis             | -                                                  | Aivars Smaukstelis              |
| 2020 | Oleksii Novikov           | -                                                  | -                               |
| 2021 | Tom Stoltman              | -                                                  | Kelvin De Ruiter                |
| 2022 | Tom Stoltman              | -                                                  | Aivars Šmaukstelis              |
| 2023 | Mitchell Hooper           | -                                                  | Oskar Ziółkowski                |

Quelle: The World's Stronges Man Archive und strongmancl.com Results Rankings

## Bisherige Teilnehmer an Strongman-Weltmeisterschaften
| - Jouko Ahola - Bill Anderson - Patrik Baboumian - Jamie Barr - Gerrit Badenhorst - Matjaz Belsak - Bryan Benzel - Ralf Ber - Raimonds Bergmanis - Jason Bergmann - Nick Best - Adam Bishop - Keith Bishop - Hafþór Júlíus Björnsson - Jerry Blackwell - Anton Boucher - Derek Boyer - Rick "Grizzly" Brown - Ross Browner - Jean-Pierre Brulois - Peter de Bruyn - Mike Burke - Geoff Capes - Jean-François Caron - Jon Cole - Wayne Coleman („Superstar“ Billy Graham) - Harold Collins - Franco Columbu - Forbes Cowan - Mike Dayton - Cleve Dean - Adam Derks - Rob Dixon - Boris Djerassi - Hubert Dörer - Geoff Dolan - Bishop Dolegiewicz - Joe Dube - Bill Dunn - Gerard Du Prie - Jarek Dymek - Gregor Edmunds - Johan Els - Roger Ekstrom - Gregg Ernst - László Fekete - Mark Felix - Lou Ferrigno - Dominic Filiou - Martin Forsmark - George Frenn - Allen Gallberg - John Gamble - Hugo Girard - Raffael Gordzielik - Yngve Gustavsson - Ernie Hackett - Eddie Hall - Jerry Hannan - Johnny Hansson | - Arild Haugen - George Hechter - Lars Hedlund - Graham Hicks - Manfred Höberl - Terry Hollands - Jim Hough - Tobias Ide - Konstantine Janashia - Louis-Philippe Jean - Mike Jenkins - Dave Johns - Svend Karlsen - Ervin Katona - Bill Kazmaier - Rob Kearney - Rongo Keene - Doyle Kenady - Bernd Kerschbaumer - Larry Kidney - Mateusz Kieliszkowski - Ilkka Kinnunen - Riku Kiri - Dennis Kohlruss - John Kolb - Mikhail Koklyaev - Rudolf Küster - Vytautas Lalas - Martins Licis - Tom Magee - Benedikt Magnússon - Magnús Ver Magnússon - Peiman Maheripourehir - Dusko Markovic - Curt Marsh - Phil Martin - Jesse Marunde - John Matuszak - Rene Minkfitz - Mikhail Shivlyakov - Tarmo Mitt - Martin Muhr - Kevin Nee - Elbrus Nigmatullin - Ilkka Nummisto - Robert Oberst - Pius Ochieng - Jorma Ojanaho - Chris Okonkwo - Torfi Ólafsson - Brian Oldfield - Heinz Ollesch - Joe Onosai - Travis Ortmayer - Dave Ostlund - Ken Patera - Jessen Paulin - James Perry - Johnny Perry - Stefán Sölvi Pétursson - Phil Pfister | - Mark Philippi - Stago Piczko - Durwin Piper - Don Pope - Daniel Poulin - Derek Poundstone - Wayne Price - Jerry Pritchett - Mariusz Pudzianowski - Ivan Putski - Joe Quigley - Krzysztof Radzikowski - Michael Rammelsberger - Juha Rasanen - Flemming Rasmussen - Henrik Ravn - Andrew Raynes - Jamie Reeves - Don Reinhoudt - Gus Rethwisch - Magnus Samuelsson - Dimitar Savatinov - Žydrūnas Savickas - Laurence Shahlaei - Brian Shaw - Jón Páll Sigmarsson - Aivars Smaukstelis - Adrian Smith - Paul Smith - Luke Stoltman - Tom Stoltman - Markku Suonenvirta - Grzegorz Szymański - Gary Taylor - Henning Thorsen - Slawek Toczek - Florian Trimpl - Aap Uspenski - Regin Vagadal - Tjalling Van Den Bosch - Ted Van Der Parre - Marko Varalahti - Berend Veneberg - Raivis Vidzis - Wassyl Wirastjuk - Janne Virtanen - Cees de Vreugd - Dave Waddington - Klaus Wallas - Sebastian Wenta - Martin Wildauer - Bruce Wilhelm - O.D. Wilson - Ab Wolders - Craig Wolfley - Jack Wright - Simon Wulfse - Bob Young - Joe Zaliezniak - Wout Zijlstra |

## Bekannte Kraftsportler der Vergangenheit
- Paul Edward Anderson
- The Great Antonio
- Charles Atlas (1892–1972), italoamerikanischer Bodybuilder
- Milo Barus (1906–1977), Schwerathlet, Kraftmensch, Kraftakrobat, Weltmeister von 1930 bis 1935
- Ernest Cadine (1893–1978), französischer Gewichtheber und Kraftmensch
- Louis Cyr (1863–1912), frankokanadischer Strongman
- Hermann Goerner
- Angus Graham
- John Grün (1868–1912), luxemburgischer Kraftmensch
- Georg Hackenschmidt (1878–1968), Ringer und Gewichtheber
- Georg Lurich (1876–1920), Ringer und Gewichtheber
- Angus MacAskill
- Grutte Pier
- Ivan Poddubniy
- Charles Rigoulot (1903–1962), französischer Gewichtheber, Kraftmensch und Profi-Ringer
- Eugen Sandow (1867–1925), Vorreiter des Kraftsports, speziell des Bodybuildings
- Arthur Saxon
- Hans Steyrer (1849–1906), bayerischer Metzger und Gastwirt
- Koca Yusuf (1857–1898), Profi-Ringer türkischer Herkunft aus dem Osmanischen Reich
- Alexander Zass

## Strongman-Disziplinen
- Bavarian Stone Lift

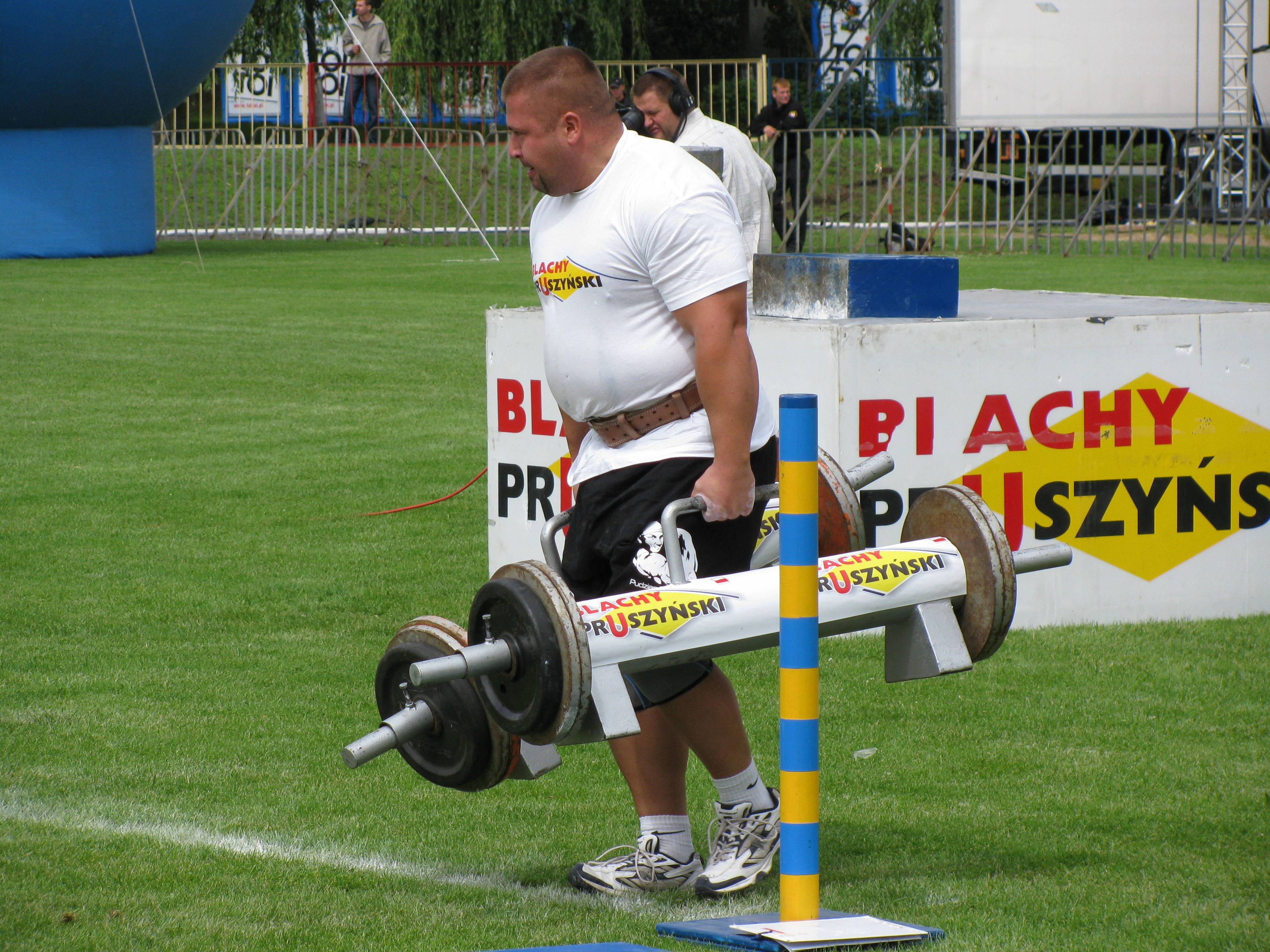
Farmer's Walk

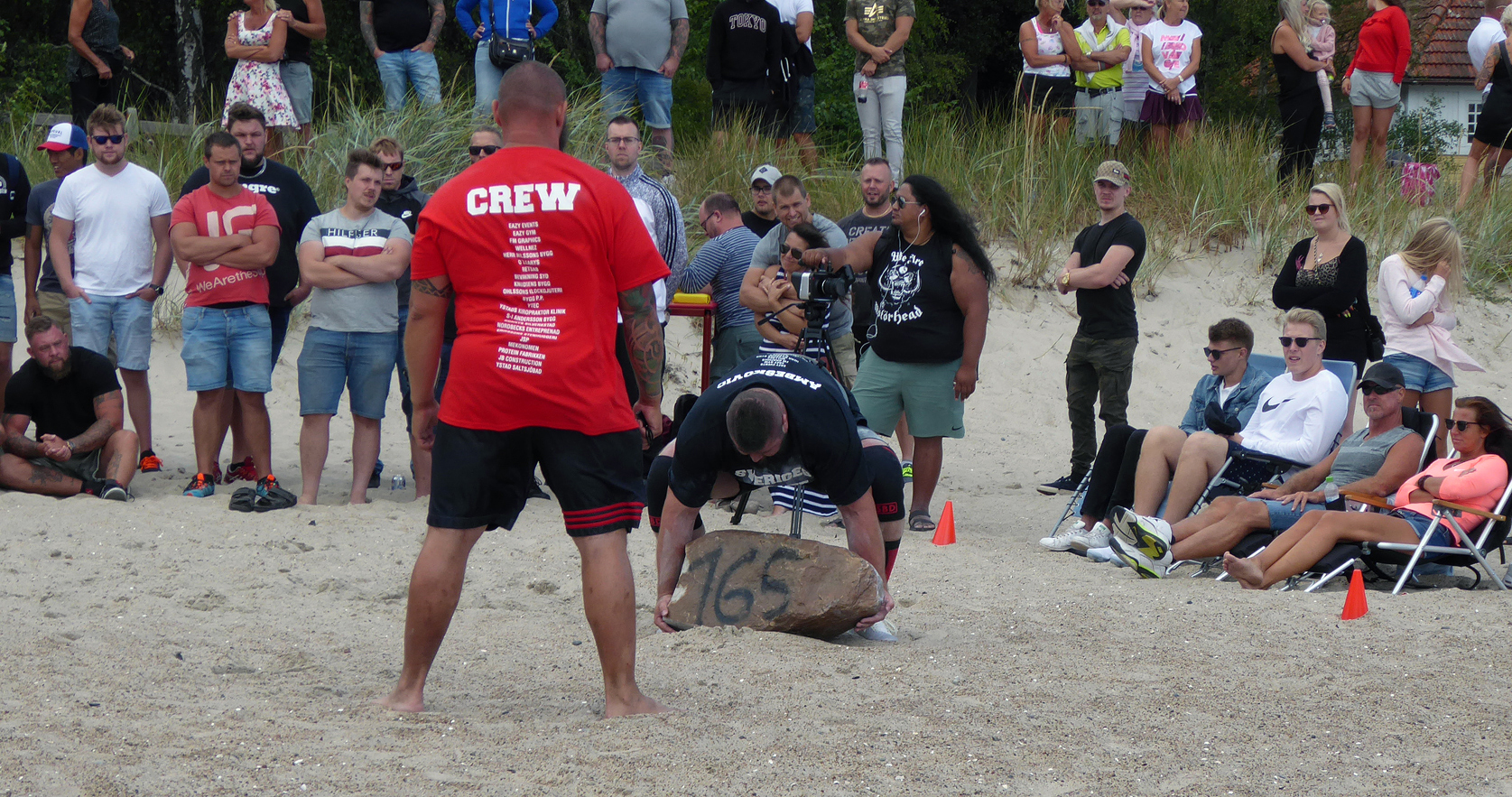
Stone to shoulder

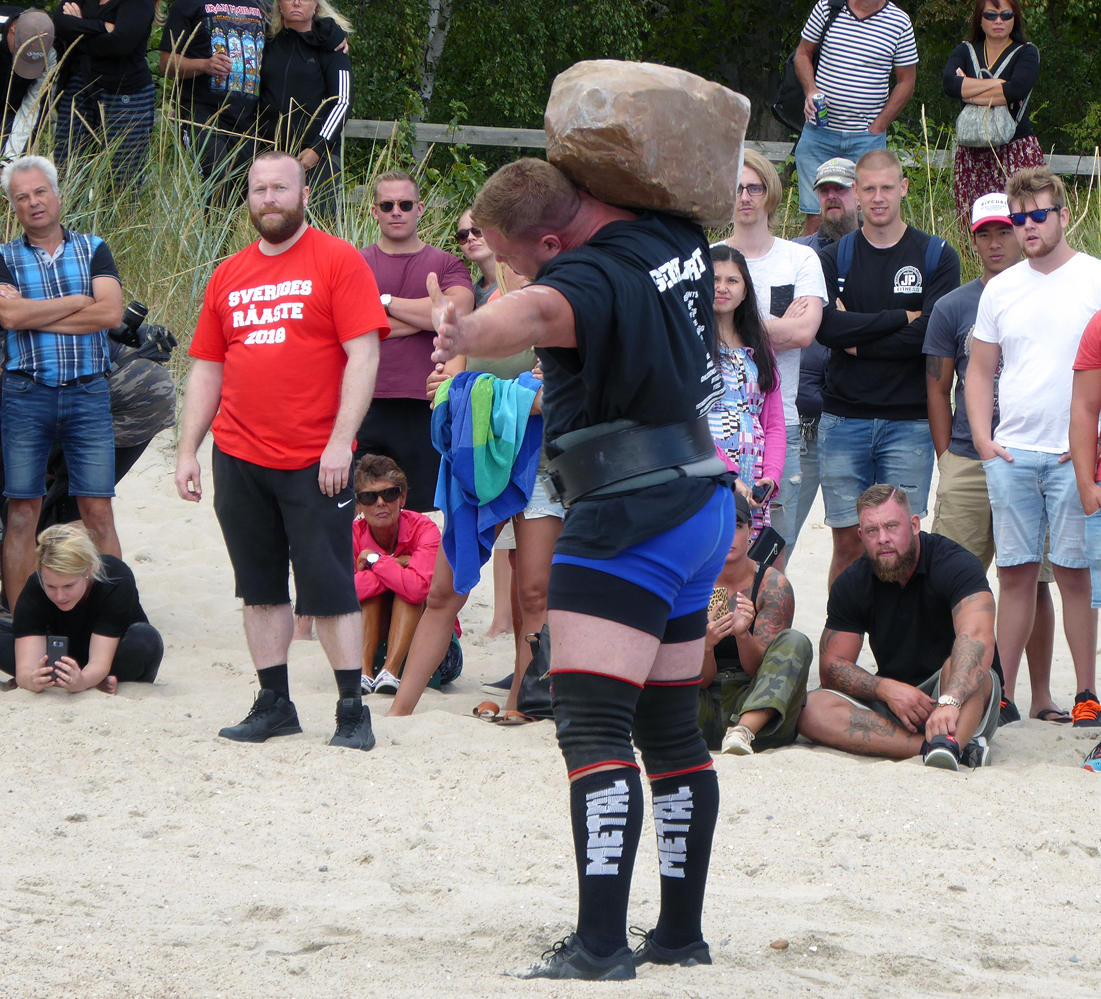
Stone to shoulder: Naturstein mit einem Gewicht von 165 kg

Der Athlet sitzt auf einem Podest, in dem sich ein Gewicht mit Haltegriff befindet. Das Gewicht muss, ähnlich wie beim Kreuzheben, so weit wie möglich herausgezogen werden.
- Car Flip

Ein Pkw muss mittels Körperkraft so oft zum seitlichen Überschlag gebracht werden, bis er wieder in der Ausgangsposition steht. An den Seitenschwellern ist dazu meist eine Griffstange angebracht. Der schnellste Athlet gewinnt.
In einer abgewandelten Version des Car Flip muss der Athlet eine Strecke zurücklegen, auf der sich hintereinander mehrere Pkw befinden. Die Fahrzeuge, die quer zur Strecke stehen, müssen dabei „auf die Seite gelegt werden“. Der Athlet, der die Strecke in der kürzesten Zeit zurücklegt, gewinnt. Auch bei Nichterreichen des Zieles und gleicher Anzahl der umgestoßenen Autos entscheidet die schnellste Zeit.
- Carry and Drag

Zuerst muss ein Objekt über eine bestimmte Strecke getragen werden, anschließend wird ein anderes Objekt gezogen. Der schnellste Athlet gewinnt. Die Art der Objekte ist verschieden, beispielsweise kann ein Wagen bzw. Schlitten mit einem oder mehreren Gegenständen beladen werden, um danach zum Ziel gezogen zu werden. Es können auch andere Disziplinen wie Farmer's Walk und Truck Pull miteinander kombiniert werden.
- Carwalk

Der Athlet steht innerhalb einer Rohkarosse eines Pkw und muss diese mittels daran befestigter Schulterriemen über eine bestimmte Distanz tragen. Der Athlet, der die Strecke in der kürzesten Zeit zurücklegt, gewinnt. Bei Nichterreichen des Zieles entscheidet die größere bewältigte Strecke.
siehe auch Yoke Race
- Conan Wheel

Der Athlet muss ein Gewicht anheben und (ohne abzusetzen) so weit wie möglich transportieren. Dazu nutzt er eine Stange als Hebel, die an diesem Gewicht befestigt und, ähnlich wie der Zeiger einer Uhr, drehbar gelagert ist. Aus Gründen der Effektivität wird dabei die Stange an ihrem äußersten Ende angefasst. Es gewinnt der Athlet, der auf der daraus sich ergebenen Kreisbahn ohne abzusetzen die längste Strecke zurückgelegt hat. Das Ergebnis wird in Grad gemessen.
- Deadlift

Beim Deadlift (dt. Kreuzheben) muss sich der Athlet mit einer Langhantel, die er in seinen Händen hält, aufrichten. In der Endposition müssen sowohl der Rücken als auch die Beine durchgestreckt sein und die Schultern nach hinten zeigen.
Im Gegensatz zum Powerlifting werden beim Strongman-Wettbewerb häufig Hantelstangen mit größerem Durchmesser verwendet. In manchen Wettkämpfen muss statt einer Hantel ein Pkw am Heck angehoben werden. Dazu sind am Fahrzeug, ähnlich wie beim Wheel Barrow, Haltegriffe angebracht.
Für den Deadlift gibt es mehrere Varianten. In einer Ausführung wird das Gewicht nur einmal hochgehoben, um dann in der Endposition so lange wie möglich gehalten zu werden. In einer anderen Variante muss das Gewicht in einer vorgegebenen Zeit so oft wie möglich gehoben werden. Es gibt aber auch die Ausführung, bei der der Athlet gewinnt, der (wie beim Powerlifting) das höchste Gewicht zur Hochstrecke gebracht hat.
- Duckwalk

Der Athlet muss mit einem Gewicht eine vorgegebene Strecke zurücklegen. Dabei muss er das Gewicht, ähnlich wie beim Bavarian Stone Lift, mit beiden Händen leicht anheben. Der Athlet, der die Strecke in der kürzesten Zeit bewältigt hat, gewinnt. Bei Nichterreichen des Zieles entscheidet die Länge der absolvierten Strecke.
- Farmer's Walk

Der Athlet hält in jeder Hand ein Gewicht (meist in Form eines Koffers). Mit diesem Gewicht, das seitlich am Körper getragen wird, muss der Athlet eine bestimmte Strecke zurücklegen. Der schnellste Athlet gewinnt. Bei Nichterreichen des Zieles entscheidet die größere bewältigte Strecke.
- Fingal Fingers

Liegende Rohre bzw. Masten müssen vom Athleten aufgerichtet und umgeworfen werden. Dabei ist ein Ende des Rohres bzw. Mastes, ähnlich wie bei einer Schranke, beweglich arretiert. Das Ganze kann man auch mit dem Aufstellen eines Telefonmastes vergleichen.
- Front Hold

Vor Beginn der Disziplin wird vom Athleten ein Gewicht (Hantel, Axt, Getränkekiste etc.) mit den Händen aufgenommen. Anschließend muss er aufrecht stehen und dabei die Arme gestreckt und in Schulterhöhe vor dem Körper halten. Der Athlet, der am längsten diese Position halten kann, gewinnt.
- Hand over Hand

Diese Disziplin ähnelt stark dem traditionellen Tauziehen. Dabei wird das Seil an ein bewegliches Objekt (meist LKW) befestigt, das der Athlet über eine vorgegebene Strecke zu sich ziehen muss. Der Athlet, der die Strecke in der kürzesten Zeit bewältigt hat, gewinnt. Bei Nichterreichen des Zieles entscheidet die Länge der absolvierten Strecke.
- Hercules Hold

Der Athlet steht, ähnlich wie beim Side Hold, zwischen zwei Objekten und hält in jeder Hand ein(en) Seil(griff). Diese Seile sind mit einer konstanten Zugkraft beaufschlagt, was meist durch zwei daran befestigte Pkw realisiert wird, die auf einer abschüssigen Rampe stehen. Der Athlet, der am längsten den Griff halten kann, gewinnt.
- Log Lift

In der Regel muss ein mit Hantelscheiben beschwerter Baumstamm, in dem spezielle Haltegriffe eingearbeitet sind, ähnlich wie beim Gewichtheben (Stoßen) zur Hochstrecke gebracht werden. Ein Versuch ist gültig, wenn sich die Arme in Streckposition befinden. Log Lift kann in mehreren Varianten durchgeführt werden. Beispielsweise müssen mehrere Stämme von unterschiedlichem Gewicht so schnell wie möglich gestemmt werden.
In einer anderen Variante muss ein einzelner Stamm in einer vorgegebenen Zeit so oft wie möglich umgesetzt und ausgestoßen werden. Die Regeln sind dabei von Wettkampf zu Wettkampf unterschiedlich. Bei manchen Events werden sowohl die erfolgreichen Versuche des (Stamm-)Umsetzens auf die Brust als auch das „reine“ Ausstoßen des Stammes getrennt bewertet.
- Powerstairs

Auf einem Podium, an dem eine Treppe hinaufführt, müssen von jedem Athleten jeweils drei Gewichte abgelegt werden, die sich am Fuße der Treppe befinden. In der Regel sind die Gewichte unterschiedlich schwer. Der Athlet, der die drei Gewichte in der kürzesten Zeit auf das Podium transportiert hat, gewinnt. Bei Nichterreichen des Zieles und gleicher Anzahl der bewältigten Gewichte entscheidet die Anzahl der zurückgelegten Treppenstufen mit dem nicht bewältigten Gewicht.
- Side Hold

Vor Beginn der Disziplin werden vom Athleten zwei Gewichte mit den Händen aufgenommen. Anschließend muss er aufrecht stehen und dabei die Arme vom Körper seitlich ausstrecken. Die Arme müssen sowohl von oben als auch frontal betrachtet mit den Schultern eine Linie ergeben. Wer am längsten diese Position halten kann, gewinnt.
- Stones of strength

Es müssen gewöhnlich 5 Steinkugeln mit unterschiedlichem Gewicht (meist zwischen 100 kg und 200 kg) jeweils auf ein Podest abgelegt werden. Dabei beginnt der Athlet mit der leichtesten Kugel. Erst bei erfolgreichem Ablegen darf er sich an der nächstschwereren Kugel versuchen. Bei manchen Wettbewerben nimmt mit zunehmendem Gewicht der Kugeln die Höhe des jeweiligen Podestes ab. Der Athlet, der die meisten Kugeln aufgeladen hat, gewinnt- bei gleicher Anzahl der bewältigten Kugeln gewinnt der Zeitschnellste.
- Truck Pull

Diese Disziplin ist an der früher weit verbreiteten Tätigkeit des Treidelns (Schiffeziehen) angelehnt. Dabei trägt der Athlet ein Zuggeschirr, mit dessen Hilfe er einen LKW über eine bestimmte Strecke ziehen muss. Der Athlet, der die Strecke in der kürzesten Zeit bewältigt hat, gewinnt. Bei Nichterreichen des Zieles entscheidet die Länge der absolvierten Strecke.
- Wheel Barrow

Ein Gefährt (z. B. Pkw) muss über eine vorgegebene Strecke wie eine Schubkarre geschoben werden. Dazu sind am Gefährt spezielle Haltegriffe angebracht. Der Athlet, der die Strecke in der kürzesten Zeit bewältigt, gewinnt. Bei Nichterreichen des Zieles entscheidet die Länge der zurückgelegten Strecke.
- Wheel Flip

Ein großer Dumper- oder Radladerreifen muss aufgestellt und umgestoßen werden. Dabei wird entweder die Anzahl der Reifen-Überschläge bewertet oder die benötigte Zeit, die der Athlet für eine vorgegebene Anzahl an Überschlägen benötigt hat.
Der Wheel Flip wird in manchen Wettbewerben auch in Kombination mit anderen Disziplinen absolviert (z. B.Farmer's Walk).
- Yoke Race

Der Athlet muss auf seinen Schultern einen Stahlrahmen, der auf jeder Seite mit Gewichten beschwert ist, über eine bestimmte Strecke tragen. Der schnellste Athlet gewinnt. Bei Nichterreichen des Zieles entscheidet die größere bewältigte Strecke.